# Государственная экономика
Государственная экономика — экономическая система, где все виды экономических ресурсов, факторов производства, денежных средств, находятся в государственной собственности, в распоряжении и ведении государственных органов власти. Государственной экономике противопоставляется рыночная экономика.

## Цели
Главной целью функционирования государственной экономики является создание эффективной и конкурентоспособной хозяйственной системы. При этом механизмы и способы достижения данной цели включают в себя набор инструментов, позволяющий создать благоприятную среду для хозяйственной деятельности всех субъектов экономики независимо от форм собственности.
Перед государственной экономикой ставятся и другие цели:
1. Постоянные высокие темпы роста государственного размера производства. Это значит устойчивый рост производства продуктов и услуг в данной стране без резких конфигураций, спадов и кризисов.
2. Стабильность цен. Необходимо учесть, что постоянные в течение долгого времени цены замедляют темпы роста ВНП, понижают занятость населения. Низкие цены хороши для потребителя, но лишают стимула производителя, высокие же, напротив, стимулируют создание, но понижают покупательную способность населения. Поэтому достижение стабильности цен в современной рыночной экономике значит не «замораживание» их на долгий период, а плановое регулируемое изменение.
3. Поддержание внешнеторгового баланса. На практике это значит достижение относительного равновесия меж экспортом и импортом, а также стабильный обменный курс государственной валюты на валюты остальных государств. Если в страну ввозится больше продуктов, чем продается за границу, то возникает отрицательное сальдо торгового баланса. Если вывозится больше продуктов, чем поступает в страну, то молвят о положительном сальдо. На состояние торгового баланса существенное влияние оказывает курс валюты — величина денежной единицы одной страны, выраженной в денежной единице другой страны.
4. Высокий уровень занятости. Он достигается в случае, если каждый желающий получить работу находит её. Но это не значит, что полная занятость обхватывает все трудоспособное популяция страны. В хоть какой стране в каждый данный момент времени есть определенное количество людей, временно не работающих в связи со сменой места работы либо места жительства. Не считая того, постоянно есть структурная безработица, обусловленная несоответствием структуры новейших рабочих мест, связанных с внедрением новейших технологий, имеющейся структуре рабочей силы и отставанием последней по квалификационным требованиям и новым профессиям от спроса на эти профессии.

## Структура государственной экономики
Структура государственной экономики представляет собой устойчивые количественные соотношения меж её составными частями. Различают воспроизводственную, социальную, территориальную структуры и инфраструктуру государственной экономики.
Воспроизводственная структура государственной экономики отражает её деление на более массовые виды экономических субъектов, которые воспроизводятся сами и в итоге собственной деятельности воспроизводят потоки продуктов и услуг меж ними. В экономике каждой страны можно выделить три крупные взаимосвязанные группы воспроизводственной структуры: домашние хозяйства, компании (предпринимательский бизнес), правительство.
Особенное место в воспроизводственной структуре занимает домашнее хозяйство. Оно является принципиальной сферой государственной экономики, где потребляется значимая часть государственного дохода, накапливаются большие суммы денежных средств. Эта группа выступает главным поставщиком трудовых ресурсов.
Социальная структура государственной экономики значит деление её на секторы экономики — совокупности социально-экономических единиц, объединенных определенными социально-экономическими отношениями. Национальную экономику можно поделить на подобные секторы по группам компаний, населения, видам труда и иным признакам. Для экономической теории принципиальное значение имеет деление государственной экономики на секторы в согласовании с формами принадлежности на средства производства.
Отраслевая структура государственной экономики предполагает деление государственной экономики на отрасли экономики — однородные группы хозяйственных единиц, выполняющие в процессе публичного воспроизводства однообразные по социально-экономическому содержанию функции. В отраслевой структуре государственной экономики выделяют крупные народнохозяйственные отрасли (индустрия, сельское хозяйство, наука и др., причем любая из них имеет подотрасли). Отраслевая структура играет важную роль в государственной экономике, так как конкретно в отраслевом «разрезе» осуществляется планирование и прогнозирование, происходит учет статистических данных.
Территориальная структура государственной экономики определяется размещением производительных сил на местности страны и значит деление государственной экономики на экономические районы.
Структура государственной экономики имеет тенденцию к усложнению под влиянием НТП, расширения и углубления разделения труда, специализации производства, возникновения новейших видов производства и отмирания старых, а также остальных факторов.
Государственные экономики различаются друг от друга и по структуре. Различия обусловлены сложившимися подходами к формированию экономик, традициями в производстве и другими факторами.